# 島多慶志
島 多慶志（しま たけし、1937年12月14日 - ）は、日本の政治家。元北海道名寄市長（4期）。

## 来歴
北海道上川郡名寄町（現・名寄市）出身。北海道名寄北高等学校卒。名寄市役所に入り、名寄市立総合病院管理課長、総務部長などを経て、助役となる。1996年、名寄市長桜庭康喜の衆議院議員総選挙出馬による辞職に伴う名寄市長選挙に立候補し、無投票で当選する。2000年の市長選挙でも無投票で再選。2004年の市長選挙でも無投票で三選した。2006年に名寄市は風連町と合併して新・名寄市が誕生する。新市施行による市長選挙に立候補し、新人候補を破って当選した。2010年に市長を退任した。